# 全日本鍼灸マッサージ師会
公益社団法人全日本鍼灸マッサージ師会（ぜんにほんしんきゅうマッサージしかい）は、はり師、きゅう師、あん摩マッサージ指圧師によって構成される職能団体。各都道府県の保険鍼灸マッサージ師会を統括する。1947年（昭和22年）に設立され、法人の設立は1981年（昭和56年）である。
鍼、灸、按摩、指圧、マッサージに関する啓蒙、啓発活動やはり師、きゅう師、あん摩マッサージ指圧師の権利や利益を守るための政治活動、健康保険の取り扱い拡充活動等や、整体など様々な無資格マッサージの取り締まり等の要望を厚生労働省に行っている、会報「月刊　東洋療法」の出版などを行っている。
日本鍼灸師会、東洋療法学校協会、全日本鍼灸学会とともに鍼灸医療推進研究会を結成している。

## 概要
70年代までは、はり師きゅう師やマッサージ師の過半数が視覚障害者だったため、日本盲人会連合と合同で、盲人の職業としての、鍼灸やマッサージを守る運動を展開していた。現在は健常者の会員のほうが多くなったが、整体・気功・カイロなどの無資格で行われる治療行為や、手や足のみのものも含めて、無資格マッサージの禁止運動に取り組んでいる。
はり師、きゅう師、あん摩マッサージ指圧師は強制的に加盟する必要はない。関連団体として日本鍼灸師会、日本あん摩マッサージ指圧師会がある。この三つを合わせて三師会という。近年、この三師会を一本化しようという動きがある。

## リンク
- 全日本鍼灸マッサージ師会